# هرباجم
هرباجم (به هلندی: Herbaijum) یک منطقهٔ مسکونی در هلند است که در فرانکرادیل واقع شده‌است. هرباجم ۲۵۳ نفر جمعیت دارد.